# 196 Mètres
Pour plus de détails, voir Fiche technique et Distribution.
196 Mètres (arabe : 196 متر), également connu sous le titre Alger, est un film policier algérien réalisé par Chakib Taleb-Bendiab et sorti en 2024.
Il s'agit du premier long métrage de son réalisateur. Il remporte le Grand Prix du meilleur film au 28e Festival international du film de Rhode Island et il est désigné par l'Algérie pour représenter le pays à la 97e cérémonie de l'Oscar du meilleur film international en 2025.

## Synopsis
À Alger, Dounia est une psychiatre professionnelle qui, avec l'inspecteur de police Sami, navigue dans les ombres troublantes du passé algérien pour élucider le mystère de la disparition par enlèvement d'une jeune fille.

## Fiche technique
- Titre français : 196 Mètres ou Alger[3]
- Titre original arabe : 196 متر
- Titre anglais : Algiers
- Réalisation : Chakib Taleb-Bendiab
- Scénario : Chakib Taleb-Bendiab
- Photographie : Ikbal Arafa
- Montage : Fouad Benhammou, Chakib Taleb-Bendiab
- Musique : Chakib Taleb-Bendiab
- Production : Khaled Chikhi, Yasmine Dhoukar
- Sociétés de production : Temple Production, Centre algérien du développement du cinéma, Clandestino Production, Dinosaures, Institut français d'Algérie, Praxis Films
- Pays de production :  Algérie -  Tunisie[4]
- Langues originales : arabe, français
- Format : couleurs - 2,35:1
- Genre : film policier
- Durée : 93 minutes
- Dates de sortie : 
  - États-Unis : 9 août 2024
  - Algérie : 18 septembre 2024
  - Canada : 18 avril 2025

## Distribution
- Meriem Medjkane
- Nabil Asli
- Hichem Mesbah
- Ali Namous
- Chahrazad Kracheni
- Slimane Benouari
- Mahfoud Berkane
- Aziz Boukrouni
- Hamida Aït el Hadj
- Brahim Derris
- Niddal El Mellouhi
- Mohamed Frimehdi
- Slimane Bourdous
- Souad Sebki

## Production
Le tournage a commencé début juin 2022 à Alger, en Algérie,.

## Exploitation
La première mondiale a eu lieu le 9 août 2024, lors du 28e Festival international du film de Rhode Island. Les droits de distribution ont été vendus à K-Films Amérique pour une sortie dans les cinémas canadiens, tandis que Mad Solutions a acquis les droits internationaux.